# Земя (вестник)
Вижте пояснителната страница за други значения на Земя.
Вестник „Земя“ е български ежедневник, продължител на вестниците „За кооперативно земеделие“ (1951-1958) и „Кооперативно село“ (1958-1990).
Основател на вестника е Коста Андреев. Издава се от „Коопмедия“ ООД и Централния кооперативен съюз.

## История
„За кооперативно земеделие“ 

Вестникът е създаден с идеята да помества информация и новини за дейността на земеделците, да покаже новостите и проблемите в тогавашния земеделски живот. Освен другите теми от деня, в първите броеве са поместени и подробни статии за модернизацията на българското земеделие. Като основател и първи главен редактор, Коста Андреев взема отношение към основните публикации във вестника.

„Кооперативно село“ 

През времето на социализма вестникът е един от основните издания, които отразяват земеделския живот. Отделя по-сериозно внимание върху кооперативните стопанства. Изнася се равносметка за произведена и изнесена земеделска продукция; площи, залесени с различни видове култури и теми от кооперативното животновъдство. 

„Земя“ 

След 1989 г. вестник „Земя“ остава верен на традициите. За разлика от други вестници, освен погледа върху обществения, културния и политическия живот, не оставя на заден план темата за селското стопанство. Вестникът още отразява събития в страните в Източна Европа, Русия и Китай.

## Печат
В началото на 90-те години вестникът излиза предимно в черно-бял формат, с основното заглавие – „Земя“, с черни ръкописни букви. В края на миналия век започва и издаването му в цветен формат и заглавието е също с ръкописни букви, оцветени в зелено. През 2007-2008 г. ръкописните букви в заглавието са заменени с печатни.

## Рубрики

### България
Показва всички най-важни събития, които са се случили в страната през изминалия ден.

### Икономика
Показва състоянието на българската икономика. Анализира водещи компании.

### Земеделие
Показва състоянието на българските аграрни производители, зърнените суровини, земеделието. Обръща се внимание и върху новостите и селскостопанската техника в българското земеделие.

### ЦКС
Страница за новини от Централния кооперативен съюз.

### Мнение
В тази рубрика се публикуват мнениа по обществено обсъждани теми или даден въпрос на известни личности.

### Интервю
Подбрани въпроси към определена личност.

### Култура
Показва културните дейности в страната в сферата на музиката, театъра, изобразителното изкуство и други.

### Наука
Статии и доиски за научни документации, свързани с открития, нови открития в науката и други.

### Свят
Новини от света.

### Спорт
Предимно новини свързани с българския спорт, резултати от световния футбол и други спортове.

### Справочник
Времето, телевизионна програма, културен афиш, обяви.

### Хумор
Тази рубрика излиза в петък. Отразява в хумористичен вид случилото се през седмицата. Също така има и хумористични стихове и вицове.

## Приложения на вестника

### ТВ програма
Излиза в понеделник и показва програмата на около 30 телевизии.

### Голямата политика
Двуседмично издание, излизащо в сряда.

### Китай днес
Най-важното от случващото се в Китай е отразено в това приложение.

## Екип
- Издател – д-р Светлана Шаренкова
- Председател – Проф. д.ик.н. Димитър Иванов
- Главен редактор – Теофан Германов